# 전력투사
전력투사(戦力投射, 영어: power projection, force projection, strength projection)는 군사력을 준비·전개하여 군사 작전을 수행하는 것이다.

## 개요
전력 투사에는 몇 가지 고려해야 할 사항이 있다. 우선 전개부대의 기동력이 그것이다. 근거지에서 목표 지점으로 전략 기동하기 위해서는 부대의 육해공 교통로와 거기에 맞는 부대의 각종 기동력이 필요하다. 또한 전투 지휘 의 기능을 전개하는 부대에 따라 수송해야 한다.
구체적으로는 각 부대의 지휘계통과 작전사령부의 요원, 물자나 각종 통신기재 등을 포함하는 C4I 시스템이며, 조직적인 부대 행동에 필수적 이다 . 신속하고 정확한 부대 행동에는 정보가 필요하며, 그 때문에 첩보 활동이 충분히 이루어져 작전 행동에 요구되는 작전 지역의 상황이나 적정을 알아야 한다. 작전 행동의 성공에는 인원이나 군수품의 보급이나 수송을 실시하는 병수 의 기능도 중대하다.
한층 더 부대가 전개할 때에는 특수한 연도가 요구되고, 예를 들면 모든 특수 환경하에서의 작전, 공수 작전 , 수륙 양용 작전 등은 특수한 교육 훈련을 필요로 한다. 게다가 보도기관 에의 영향에도 배려가 필요하다. 오늘의 보도는 국제사회와 국민 여론에 큰 심리적 영향력을 가지고 있으며 보도기관에 대한 정보를 협력 또는 관리한다.
또 전력투사는 전개한 부대를 작전지역에 배치할 뿐만 아니라 철수 전망 등을 포함한 전후 전망과 계획이 요구된다. 이 계획을 정돈함으로써 작전 행동의 도상에 전후의 작전 행동의 준비에 들어갈 수 있다.

## 같이 보기
- 신속대응군